# テオファヌ
テオファヌ（Theophanu, 960年 - 991年6月15日）は、神聖ローマ皇帝オットー2世の皇后。ギリシャ語名のテオファノ（Theophano）、テオファニア（Theophania）という記載もある。

## 生涯
東ローマ帝国の首都コンスタンティノープルで生まれる。東ローマ皇帝ヨハネス1世ツィミスケスの姪といわれているが、ロマノス2世と皇后テオファノの娘という説もある。キエフ公国の公妃となったロマノス2世の皇女アンナ・ポルフィロゲネタとともに、初めて外国へ嫁いだ東ローマ皇族であるといえる。
オットー1世は、同盟の証に東ローマ皇族の皇女を息子オットーの妃とするため要求、これに応えて、972年に皇女を送る豪華な使節団が到着した。
2人は972年4月14日、ローマ・サン・ピエトロ大聖堂でローマ教皇ヨハネス13世の立ち会いの下に結婚した。また、同じ日にテオファヌは皇后として戴冠した。
2人の間には5人の子供が生まれた。
- アーデルハイト（977年 - 1040/44年） - クヴェードリンブルク修道院長
- ゾフィー（978年 - 1039年） - ガンダースハイムおよびエッセン修道院長
- マティルデ（979年 - 1025年） - ロタリンギア宮中伯エッツォ（エッツォ家）と結婚
- オットー3世（980年 - 1002年）
- 女児（980年） - 出生から3ヶ月で夭折

テオファヌは夫の遠征に自ら同行し、統治でも彼の隣で采配を振った。彼女によってもちこまれた東ローマ文化は、夫の宮廷を華やかにした。その例として、当時手づかみで食事をしていた西ヨーロッパに、東ローマ帝国宮廷で用いられていた食卓用フォークをもたらしたことはよく知られている。一方、夫の生母で、義母にあたるブルグントのアーデルハイトはテオファヌを好まず、彼女が亡くなったとき大喜びしたという。
983年にオットー2世は死去し、ローマに葬られた。テオファヌはまだ幼いオットー3世の摂政を991年まで務めた。
テオファヌは991年にネーデルラントのナイメーヘンで死去し、ケルンに葬られた。